# Bożebor
Bożebor – staropolskie imię męskie złożone z członów Boże- ("Boga", ale pierwotnie "losu, doli, szczęścia") i -bor ("walka", "walczyć, zmagać się"). Być może oznaczało "tego, kto walczy pod opieką losu".
Bożebor imieniny obchodzi 27 kwietnia.